# 小詹姆斯·斯特罗姆·瑟蒙德

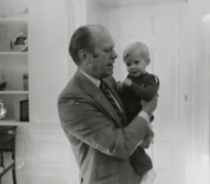
1974年小瑟蒙德与杰拉尔德·福特总统合影

小詹姆斯·斯特罗姆·瑟蒙德（英語：James Strom Thurmond Jr.，1972年10月18日—）为美国政治人物，曾担任美国南卡罗莱纳联邦地区法院联邦检察官及南卡罗来纳州第二巡回法院律师。他是长期担任联邦参议员的老斯特罗姆·瑟蒙德与南希·穆尔·瑟蒙德所生的四个子女之一。其弟保罗·瑟蒙德曾担任南卡罗来纳州参议院议员。瑟蒙德于1995年在南卡罗来纳大学获得学士学位，后于1998年在该校获得博士学位。自从他的姐姐南希和他同父异母的姐姐埃茜分别于1993年和2013年逝世后，瑟蒙德成为了其父所有在世子女中的最为年长者。

## 职业生涯
小瑟蒙德曾受其父举荐担任联邦检察官，而其父老瑟蒙德曾担任参议院司法委员会主席，该委员会负责审查此类任命。老瑟蒙德声称他的儿子是“独一无二的合格人选”。当时小瑟蒙德年仅28岁，获得律师职业资格的时间仅为三年。而当时美国全部93位联邦检察官的平均年龄为50岁，拥有律师执业资格的平均时间长达22年。不过这一提名并未引发太大的争议，甚至就连南卡罗来那州民主党人也未提出反对意见，包括当时担任联邦参议员的弗里兹·霍林斯。之后小瑟蒙德先后担任南卡罗来那州第二巡回法院助理律师（1999年-2001年）、南卡罗来那州联邦地区法院检察官（2001年–2005年）以及南卡罗来纳州第二巡回法院律师（2009年–2020年）。
自2021年1月起，小瑟蒙德开始了私人律师执业生涯。